# Lorenzo Di Livio
Lorenzo Di Livio (* 11. Januar 1997 in Turin) ist ein italienischer Fußballspieler.

## Karriere
Di Livio begann seine Karriere bei der AS Rom. 2015 stand er erstmals im Profikader. In der Serie A debütierte er im Januar 2016.
Für die Saison 2016/17 wurde Di Livio zunächst an den Zweitligisten Ternana Calcio verliehen; weitere Leihen folgten. Nach jeweils einjährigen Aufenthalten in Catanzaro und Potenza spielt er seit 2021 für Latina Calcio.

## Persönliches
Di Livio ist der Sohn des ehemaligen italienischen Nationalspielers Angelo Di Livio.